# Eliteserien i bandy 2005/2006
Eliteserien i bandy 2005/2006 spelades 13 november 2005-17 februari 2006 och vanns av Stabæk IF, som efter slutspelet även vann det norska mästerskapet i bandy, genom att i finalmatchen den 4 mars 2006 besegra Mjøndalen IF med 5-4. Lag 1-4 i serien gick vidare till slutspelet, lag 5-6 säkrade nytt kontrakt och lag 7-8 fick kvala för att hålla sig kvar.

## Seriespelet
| Nr | Lag           | S  | V  | O | F  | +/-       | P  |
| -- | ------------- | -- | -- | - | -- | --------- | -- |
| 1  | Stabæk IF     | 21 | 17 | 1 | 3  | 146 - 54  | 35 |
| 2  | Ullevål IL    | 21 | 15 | 3 | 3  | 117 - 69  | 33 |
| 3  | Mjøndalen IF  | 21 | 14 | 2 | 5  | 141 - 77  | 30 |
| 4  | Drammen Bandy | 21 | 12 | 1 | 8  | 118 - 119 | 25 |
| 5  | Sarpsborg BK  | 21 | 8  | 2 | 11 | 80 - 86   | 18 |
| 6  | Solberg BK    | 21 | 7  | 2 | 12 | 95 - 121  | 16 |
| 7  | IF Ready      | 21 | 4  | 0 | 17 | 72 - 151  | 8  |
| 8  | Hosle IL      | 21 | 1  | 1 | 19 | 48 - 142  | 3  |

## Seriematcherna
| - Söndag 13 november 2005 16.00 Valle H. Ullevål - Ready 8- 0 - Söndag 13 november 2005 17.30 Hauger Øv./H. - Stabæk 0- 3 - Onsdag 16 november 2005 1815 Valle H. Ready - Solberg 2- 5 - Onsdag 16 november 2005 20.00 Hauger Øv./H. - Ullevål 3- 4 - Onsdag 16 november 2005 19.00 Stabekk Stabæk - Sarpsborg 6- 2 - Söndag 20 november 2005 13.00 Sarpsborg Sarpsborg - Mjøndalen 2- 7 - Söndag 20 november 2005 16.00 Gressbanen Ready - Drammen 4- 9 - Söndag 20 november 2005 17.00 Stabekk Stabæk - Ullevål 8- 1 - Söndag 20 november 2005 18.00 Vassenga Solberg - Øv./H. 6- 1 - Onsdag 23 november 2005 20.00 Gressbanen Ready - Sarpsborg 2- 8 - Onsdag 23 november 2005 20.00 Hauger Øv./H. - Drammen 4- 5 - Onsdag 23 november 2005 20.00 Vassenga Mjøndalen - Stabæk 5- 5 - Söndag 27 november 2005 16.00 Gressbanen Ready - Mjøndalen 4- 6 - Söndag 27 november 2005 18.00 Vassenga Solberg - Stabæk 2-10 - Onsdag 30 november 2005 19.00 Stabekk Stabæk - Ready 12- 4 - Onsdag 30 november 2005 20.00 NIH Ullevål - Sarpsborg 3- 2 - Onsdag 30 november 2005 20.00 Hauger Øv./H. - Mjøndalen 3- 8 - Onsdag 30 november 2005 20.00 Vassenga Solberg - Drammen 7-10 - Söndag 4 decemberi 2005 13.00 Sarpsborg Sarpsborg - Solberg 1- 3 - Söndag 4 decemberi 2005 16.00 Gressbanen Ready - Øv./H. 1- 2 - Söndag 4 decemberi 2005 17.30 Stabekk Stabæk - Drammen 6- 2 - Söndag 4 decemberi 2005 18.00 Vassenga Mjøndalen - Ullevål 3- 3 - Onsdag 7 decemberi 2005 19.00 Stabekk Stabæk - Mjøndalen 6- 4 - Onsdag 7 decemberi 2006 20.00 Hauger Øv./H. - Drammen 3- 6 - Onsdag 7 decemberi 2005 20.00 Vassenga Solberg - Ullevål 4- 4 - Onsdag 7 decemberi 2005 20.00 Sarpsborg Sarpsborg - Ready 4- 3 - Onsdag 14 decemberi 2005 19.45 Marienlyst Drammen - Ready 11- 5 - Onsdag 14 decemberi 2005 20.00 NIH Ullevål - Stabæk 4- 2 - Onsdag 14 decemberi 2005 20.00 Vassenga Mjøndalen - Sarpsborg 9- 2 - Onsdag 14 decemberi 2005 20.00 Hauger Øv./H. - Solberg 6- 8 - Fredag 16 decemberi 2005 20.00 Marienlyst Drammen - Sarpsborg 5- 7 - Fredag 16 decemberi 2005 20.00 Solberg Solberg - Mjøndalen 2- 9 - Söndag 18 decemberi 2005 16.00 Marienlyst Drammen - Mjøndalen 2- 9 - Söndag 18 decemberi 2005 16.00 NIH Ullevål - Øv./H. 9- 2 - Söndag 18 decemberi 2005 18.00 Solberg Solberg - Ready 8- 2 - Söndag 18 decemberi 2005 13.00 Sarpsborg Sarpsborg - Stabæk 1- 7 - Onsdag 21 decemberi 2005 19.45 Marienlyst Drammen - Stabæk 3- 2 - Onsdag 21 decemberi 2005 20.00 Hauger Øv./H. - Ready 1- 6 - Onsdag 21 decemberi 2005 20.00 NIH Ullevål - Mjøndalen 6- 4 - Onsdag 21 decemberi 2005 20.00 Solberg Solberg - Sarpsborg 1- 5 - Måndag 26 decemberi 2005 13.00 Vassenga Mjøndalen - Solberg 8- 3 - Måndag 26 decemberi 2005 13.00 Gressbanen Ready - Ullevål 4- 6 - Måndag 26 decemberi 2005 13.00 Stabekk Stabæk - Øv./H. 11- 2 - Måndag 26 decemberi 2005 13.00 Sarpsborg Sarpsborg - Drammen 4- 5 | - Onsdag 28 decemberi 2005 18.00 Stabekk Stabæk - Øv./H. 9- 0 - Onsdag 28 decemberi 2005 19.00 Solberg Solberg - Mjøndalen 4-10 - Onsdag 28 decemberi 2005 19.45 Marienlyst Drammen - Sarpsborg 5- 4 - Onsdag 28 decemberi 2005 20.00 NIH Ullevål - Ready 10- 1 - Onsdag 4 januari 2006 19.00 Stabekk Stabæk - Solberg 4- 5 - Onsdag 4 januari 2006 20.00 Hauger Øv./H. - Sarpsborg 1- 8 - Onsdag 4 januari 2006 20.00 NIH Ullevål - Drammen 10- 4 - Onsdag 4 januari 2006 20.00 Vassenga Mjøndalen - Ready 14- 2 - Fredag 6 januari 2006 20.00 Vassenga Mjøndalen - Drammen 4- 7 - Fredag 6 januari 2006 20.00 NIH Ullevål - Solberg 4- 3 - Söndag 8 januari 2006 13.00 Sarpsborg Sarpsborg - Ullevål 5- 5 - Söndag 8 januari 2006 16.00 Gressbanen Ready - Stabæk 2-10 - Söndag 8 januari 2006 16.00 Marienlyst Drammen - Solberg 7- 7 - Söndag 8 januari 2006 18.00 Vassenga Mjøndalen - Øv./H. 12- 5 - Onsdag 11 januari 2006 20.00 Sarpsborg Sarpsborg - Stabæk 3- 6 - Onsdag 11 januari 2006 20.00 Vassenga Mjøndalen - Drammen 11- 3 - Onsdag 11 januari 2006 20.00 Gressbanen Ready - Solberg 8- 7 - Onsdag 11 januari 2006 20.00 Hauger Øv./H. - Ullevål 2-13 - Söndag 15 januari 2006 13.00 Sarpsborg Sarpsborg - Øv./H. 2- 2 - Måndag 16 januari 2006 19.30 Marienlyst Drammen - Ullevål 5- 7 - Onsdag 18 januari 2006 19.00 Stabekk Stabæk - Ullevål 8- 4 - Onsdag 18 januari 2006 19.45 Marienlyst Drammen - Ready 6- 3 - Onsdag 18 januari 2006 20.00 Solberg Solberg - Øv./H. 8- 1 - Onsdag 18 januari 2006 20.00 Sarpsborg Sarpsborg - Mjøndalen 6- 1 - Söndag 22 januari 2006 16.00 NIH Ullevål - Solberg 7- 3 - Söndag 22 januari 2006 16.00 Marienlyst Drammen - Øv./H. 9- 3 - Söndag 22 januari 2006 18.00 Vassenga Mjøndalen - Stabæk 4- 5 - Onsdag 8 februari 2006 19.45 Marienlyst Drammen - Ullevål 4- 5 - Onsdag 8 februari 2006 20.00 Sarpsborg Sarpsborg - Øv./H. 5- 2 - Onsdag 8 februari 2006 20.00 Gressbanen Ready - Mjøndalen 4- 7 - Onsdag 8 februari 2006 20.00 Solberg Solberg - Stabæk 1- 9 - Måndag 13 februari 2006 19.00 NIH Ullevål - Sarpsborg 3- 0 - Söndag 12 februari 2006 17.00 Stabekk Stabæk - Ready 10- 2 - Söndag 12 februari 2006 17.30 Hauger Øv./H. - Mjøndalen 2- 4 - Söndag 12 februari 2006 18.00 Solberg Solberg - Drammen 6- 8 - Onsdag 15 februari 2006 19.45 Marienlyst Drammen - Stabæk 2- 7 - Onsdag 15 februari 2006 20.00 Sarpsborg Sarpsborg - Solberg 5- 2 - Onsdag 15 februari 2006 20.00 Vassenga Mjøndalen - Ullevål 2- 1 - Onsdag 15 februari 2006 20.00 Hauger Øv./H. - Ready 3- 5 - Fredag 17 februari 2006 19.30 Gressbanen Ready - Sarpsborg 8- 4 |

## Slutspel

### Semifinaler
- 19 februari 2006: Stabæk IF-Drammen Bandy 15-6
- 19 februari 2006: Ullevål IL-Mjøndalen IF 4-5

- 22 februari 2006: Drammen Bandy-Stabæk IF 4-7
- 22 februari 2006: Mjøndalen IF-Ullevål IL 9-3

- 24 februari 2006: Stabæk IF-Drammen Bandy 6-4 (Stabæk IF vidare med 3-0 i matcher)
- 24 februari 2006: Ullevål IL-Mjøndalen IF 1-11 (Mjøndalen IF vidare med 3-0 i matcher)

### Final
- 4 mars 2006: Stabæk IF-Mjøndalen IF 5-4

Stabæk IF norska mästare i bandy för herrar säsongen 2005/2006.

## Kvalspel till Eliteserien
Lag 1-2 till Eliteserien 2006/2007. Lag 3-4 till 1. Divisjon 2006/2007.
| Nr | Lag        | S | V | O | F | +/-     | P |
| -- | ---------- | - | - | - | - | ------- | - |
| 1  | Hosle IL   | 3 | 3 | 0 | 0 | 18 - 9  | 6 |
| 2  | IF Ready   | 3 | 2 | 0 | 1 | 22 - 8  | 4 |
| 5  | Høvik IF   | 3 | 1 | 0 | 2 | 13 - 19 | 2 |
| 6  | Snarøen SK | 3 | 0 | 0 | 3 | 12 - 29 | 0 |